# 박성현 (양궁 선수)
박성현(朴成賢, 1983년 1월 1일~)은 대한민국의 전직 양궁 선수이자, 현재 전라북도청의 양궁 감독이다.
전라북도 군산 출신으로 소룡초등학교 4학년때 양궁에 입문하게 되었고, 2001년 3월 종별선수권대회에서 생애 처음 개인종합 우승을 차지하면서 두각을 나타내기 시작하였다. 그리고 그 해 2001년 국가 대표로 발탁되어, 생애 첫 태극마크를 달고 2001년 9월에 열린 제41회 세계선수권대회에 출전해서 개인전 금메달, 단체전에서는 동메달을 획득하였다.
2004년 아테네올림픽 여자 양궁 랭킹라운드에서 72발 합계 682점을 쏴, 이탈리아의 양궁 선수 나탈리아 발레바 가 보유한 세계기록(679점)에 3점을 더하면서 세계 신기록을 세웠다. 여자 양궁 단체전에서는 윤미진, 이성진과 함께 금메달을 획득하고, 개인전에서도 금메달을 획득하여 대회 2관왕을 달성하였다.
2004년 제85회 전국체전에서는 50M, 60M, 70M, 여자 개인전, 여자 단체전에서 금메달을 따내며 5관왕을 달성하면서 최우수선수로 선정되었다.
2006년 도하 아시안게임에서도 개인전, 단체전을 휩쓸며 대회 2관왕을 달성하였다.
이로써 올림픽, 아시안게임, 세계선수권대회, 아시아선수권대회 등 주요대회에서 개인전 우승을 차지하면서 국내 양궁선수 최초로 양궁 그랜드슬램을 달성한 선수가 되었다.
이후 2008년 베이징올림픽에도 국가 대표로 선발되어 여자 양궁 단체전에서 주현정, 윤옥희와 함께 금메달을 획득하였고, 개인전 16강에서는 115점이라는 올림픽 신기록을 세웠다. 하지만 결승전에서 중국의 장쥐안쥐안에게 1점차로 역전당해 은메달을 획득하여 대회 2연속 2관왕 도전에는 실패하였다.
2008년 12월에는 1년 간 교제해온 같은 양궁 메달리스트인 박경모와 결혼하였다. 4년 후는 런던올림픽에서 기보배가 금메달을 획득하게 된다.
2011년 8월에는 결혼 4년 만에 딸을 출산하였다. 한편, 박성현은 2011년 시즌부터는 전북도청의 플레잉 코치로 활동하였는데, 2012년 시즌부터는 전북도청의 감독으로서 본격적인 지도자의 길을 걷게 되었다.
2016년 리우 올림픽에서는 남편 박경모와 함께 SBS 양궁 해설을 맡았다.

## 기타
올림픽, 아시안게임, 세계선수권대회, 아시아선수권대회 등 주요대회에서 개인전 우승을 차지하면서 국내 양궁선수 최초로 양궁 그랜드슬램을 달성한 전무후무한 기록을 가지고 있다.
2012년 런던올림픽을 앞두고 영국 런던의 총 361개의 지하철 중 역대 올림픽을 빛낸 전 세계 스포츠스타들의 이름을 지하철 역 이름으로 사용하기로 하였는데, 대한민국 선수로서는 박태환, 박성현이 선정되면서 많은 화제를 모았다. 총 361개의 지하철역 중에서 박성현은 임페리얼 와프 역에 자신의 이름을 올렸다.

## 출신 학교
- 군산소룡초등학교
- 군산월명중학교
- 전북체육고등학교
- 전주대학교 학사

## 같이 보기
- 대한민국 양궁 선수 목록